# Service Component Architecture
Pour les articles homonymes, voir SCA.
En informatique, Service Component Architecture (SCA) est un ensemble de spécifications qui décrivent un modèle pour bâtir des applications s'inscrivant dans une architecture orientée services (appelée aussi SOA). Les applications fondées sur SCA sont en fait un assemblage de composants, chaque composant implémente une partie de la logique métier et peut dépendre de services, et à son tour exposer tout ou une partie de son comportement comme un service.

## Description
Le but de SCA est de simplifier l'écriture d'application dans un cadre SOA indépendamment des produits et langages utilisés. SCA a été écrit dans le cadre de l'architecture SOA (contrairement à d'autres systèmes comme la plateforme J2EE qui a été adapté pour le cadre SOA).
Ces spécifications se focalisent sur la partie écriture de la logique métier, indépendamment d'un langage de programmation (comme Java ou BPEL) et du protocole d'appel de services et de circulation des données (services web, JSON, RMI, CORBA, etc.). Ainsi, avec SCA, les services se manipulent tous de la même manière quelles que soient leurs caractéristiques techniques (dans la limite des technologies supportées par SCA). Le fait de pouvoir s'abstraire de ces considérations lors du design d'applications simplifie énormément la conception d'applications utilisant des services. Ainsi SCA se conforme aux besoins d'une architecture orientée services.
SCA requiert la définition de politiques concernant la sécurité des accès aux données, le contexte transactionnel et la fiabilité de propagation de messages
La notion de Service Data Objects (SDO) est tirée de SCA, et définit une solution pour représenter des données aux autres applicatifs en respectant les concepts définit par la SOA.

## Implémentation SCA
- Websphere d'IBM
- Aqualogic de BEA Systems
- Tibco ActiveMatrix de Tibco Software
- Application Integration Architecture (AIA) d'Oracle
- Apache Tuscany (en)[1]
- FraSCati, implémentation développée par l'INRIA dans le cadre du projet SCOrWare[2]
- Fabric3 de Metaform Systems

## Outils SCA
- Projet Eclipse STP SCA[3]
- Obeo Agility, outil de rétro-ingénierie vers SCA